# Diamante Maria Scarabelli

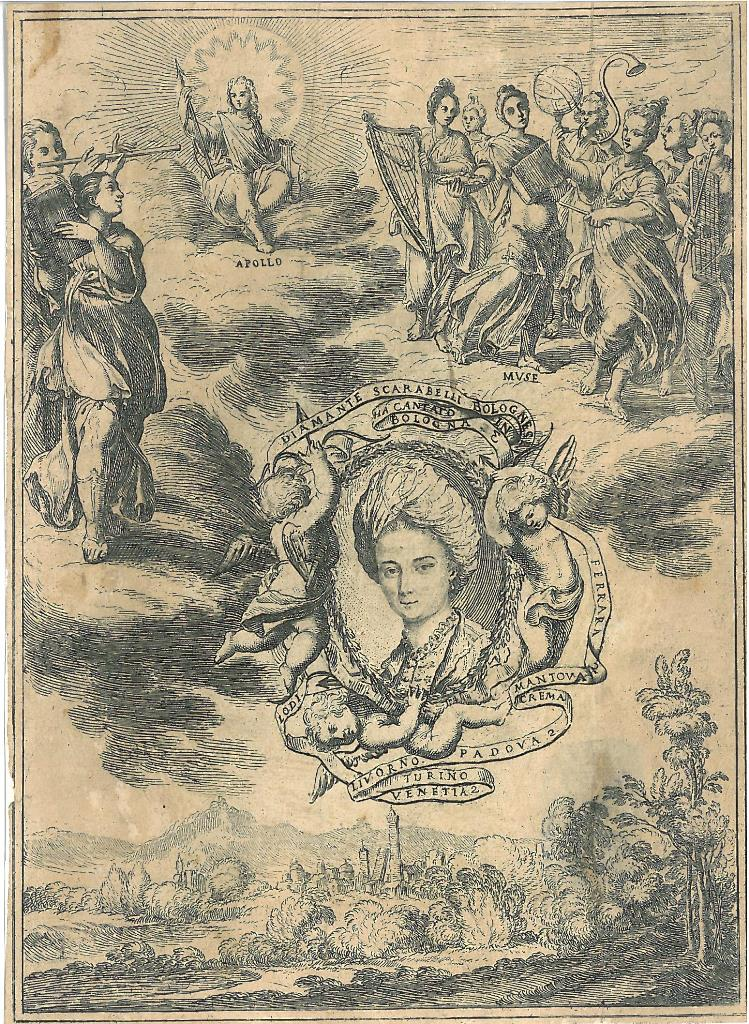
Diamante Maria Scarabelli mit Apollo und den neun Musen, Kupferstich von Girolamo Albrizzi, Modena 1697

Diamante Maria Scarabelli, genannt La Diamantina (auch: Diamante Scarabelli; * 6. Oktober 1675 in Bologna; † 5. April 1754 ebenda) war eine berühmte italienische Opernsängerin (Sopran) des Barock, die besonders als Primadonna in der venezianischen Oper hervortrat und auch in Georg Friedrich Händels Agrippina mitwirkte.

## Leben
Sie wurde als Tochter von Giorgio Scarabelli und Giovanna Tavolini in Bologna geboren.
Ihr Debüt auf der Opernbühne hatte sie offenbar mit 16 Jahren im Frühling 1692 in Crema in der Oper Pausania von Giovanni Legrenzi, in einem Ensemble mit dem berühmten Alt-Kastraten Pistocchi. Im Winter 1692–93 war sie in Lodi und sang in Paolo Magnis und Giacomo Griffinis Endimione (UA: 24. Nov. 1692) und in La Rosmene (wahrscheinlich von Alessandro Scarlatti).
Etwa von 1695 bis 1708 stand sie offiziell als „virtuosa“ in den Diensten des Herzogs von Mantua, Ferdinando Carlo von Gonzaga-Nevers, und setzte unter seiner Protektion ihre Opernkarriere fort.
Diamante Maria Scarabelli entwickelte sich bald zu einer der herausragenden Primadonnen des ausgehenden 17. und des frühen 18. Jahrhunderts, zusammen mit Sängerinnen wie Maria Maddalena Musi, Vittoria Tarquini und (etwas später) Margherita Durastanti. Die Scarabelli wurde nicht nur für ihre virtuose Gesangskunst gepriesen, sondern auch für ihre schauspielerischen Fähigkeiten.

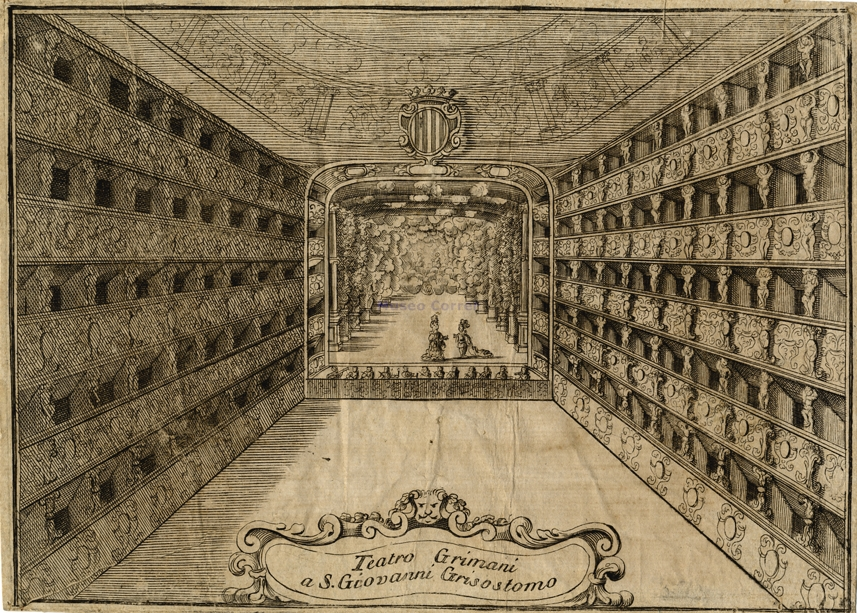
Das Teatro San Giovanni Grisostomo in Venedig im Jahr 1709 (Museo Correr)

Im Karneval 1695 sang sie zum ersten Mal im bedeutenden Teatro San Giovanni Grisostomo, dem prächtigsten Opernhaus von Venedig, das auch in der Folge das glanzvolle Zentrum ihrer Karriere bleiben sollte. Dabei erschien sie in Carlo Francesco Pollarolos Oper Irene.
1695–96 war sie am Teatro Ducale in Turin und 1697 in Mantua. Im selben Jahr erlebte sie einen der Höhepunkte ihrer Karriere, als sie in ihrer Heimatstadt Bologna am Teatro Malvezzi eine Hosenrolle in dem Pasticcio Perseo sang, mit Musik von Aldrovandini, Giacomo Antonio Perti, Pollarolo und Bernardo Sabadini. Nach dieser Aufführung wurde ihr von einer Gruppe von Verehrern eine Sammlung mit 14 Gedichten gewidmet, die in Anspielung auf ihren Namen den Titel La miniera del Diamante („Die Diamantenmine“) trug (Modena, 1697). Gleichzeitig erschien ein Kupferstich von Girolamo Albrizzi, auf dem die Sängerin mit Turban dargestellt ist, umgeben von Apollo und den neun Musen.
Im Karneval 1698 war sie wieder am San Giovanni Grisostomo (laut einem Brief von Rinaldo d’Este). In Mailand trat sie im September 1699 in der Oper Ariovisto (mit Musik von Giacomo Antonio Perti und Paolo Magni) neben dem berühmten Domenico Cecchi („il Cortona“) und Barbara Riccioni auf.
Anlässlich von Aldovrandinis Oper Le due auguste im Teatro Formagliari in Bologna im Sommer des Jahres 1700, wurde eine Auflistung von Sängerinnen erstellt, aus der hervorgeht, dass Diamante Maria Scarabelli inzwischen für diese Aufführungsserie die ziemlich hohe Summe von 260 spanischen Dublonen (doppie) erhielt; die einzige Sängerin, die zu dieser Zeit noch mehr verdiente, war die berühmte Maria Maddalena Musi, mit 500 Dublonen (und damit offenbar zu teuer für die bologneser Impresarios).

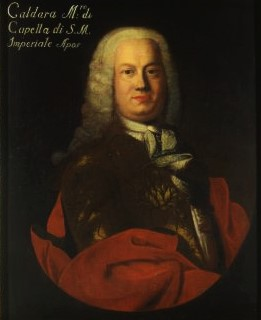
Antonio Caldara

In Venedig sang Diamantina 1703 im San Giovanni Grisostomo in der Uraufführung von Carlo Francesco Pollarolos Venceslao am 7. Februar 1703 neben dem neapolitanischen Kastraten Nicolino (Nicola Grimaldi), und wirkte im September 1704 in einer Serenata unter freiem Himmel auf dem Canal Grande mit, in der Rolle der Bellezza in Pollarolos Da la virtude ha la bellezza onore, neben Francesco de Grandis.
Eine fruchtbare Zusammenarbeit mit Antonio Caldara begann 1703 mit dessen Oper Gli equivoci del sembiante, die in Casale Monferrato vor dem Herzog von Mantua aufgeführt wurde. Zu der glanzvollen Besetzung gehörten auch Domenico Cecchi („il Cortona“), Maria Landini, Valentino Urbani und Santa Stella. Die letztere wurde in den folgenden Jahren eine häufige Bühnenpartnerin der Scarabelli, wie unter anderem im Karneval 1705 in Genua in Caldaras Arminio und später auch in Venedig (siehe unten Rollenliste).
Im Karneval 1707, anlässlich von Alessandro Scarlattis Il Mitridate Eupatore im Teatro San Giovanni Grisostomo, musste die vom Erfolg verwöhnte Diamante Scarabelli allerdings erleben, dass der bedeutende neapolitanische Komponist ihr eine andere Sängerin vorzog. Bartolomeo Dotti schrieb ironisch:

“…ei protegge, a quel ch’intendo, / una giovine meschina, / e la stima, oh caso orrendo! / molto più di Diamantina.”

„…er protegiert, wie ich höre, / ein armseliges junges Ding, / und schätzt sie, oh Schrecken ! / viel mehr als Diamantina.“

Dies änderte allerdings nichts an ihrer Beliebtheit beim venezianischen Publikum, denn in den folgenden Jahren von 1707 bis 1712 erlebte Diamantina mit einem Dauer-Engagement am San Giovanni Grisostomo wohl ihre musikalische Glanzzeit. Dabei war sie offenbar zu einer Lieblingssängerin der bedeutendsten Komponisten der venezianischen Oper avanciert: Antonio Lotti, Antonio Caldara sowie Carlo Francesco Pollarolo setzten sie in zahlreichen ihrer Uraufführungen ein, häufig neben Lottis Frau Santa Stella, Nicolino und dem Bassisten Anton Francesco Carli (siehe unten Liste der Opernrollen).

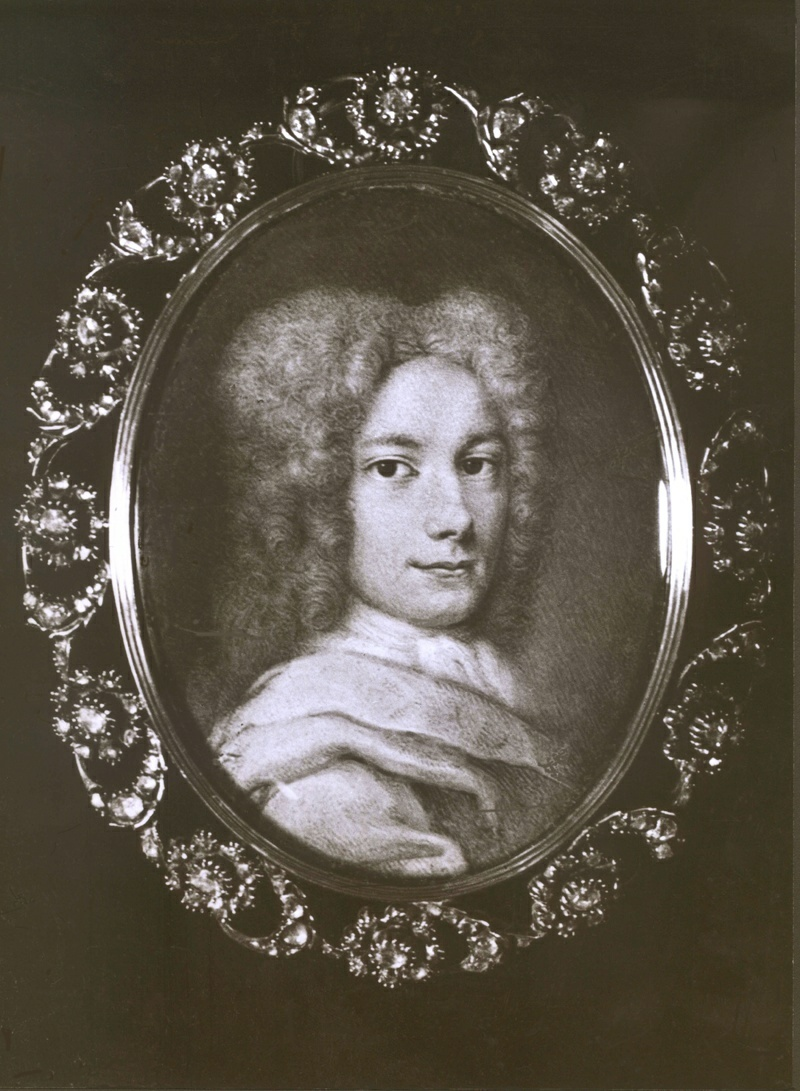
Georg Friedrich Händel, um 1710

In diese Zeit am San Giovanni Grisostomo fällt auch ihre Begegnung mit dem jungen Georg Friedrich Händel, der für sie 1709 die Partie der koketten Poppea in seiner Agrippina komponierte. Diese Rolle ist reich an Koloraturen und verrät, dass Diamantina eine sehr bewegliche, agile Sopranstimme besaß.
Nach dem Tode des Herzogs von Mantua im Sommer 1708 wurde der Vizekönig von Neapel, Kardinal Vincenzo Grimani, ihr Patron (bis 1710). Dieser war einer der Gründer und Mitbesitzer des Teatro San Giovanni Grisostomo. Nach dessen Tod trat sie in die Dienste des Herzogs von Modena Rinaldo d’Este.
Diamante Scarabelli erschien außer in Venedig und in Bologna auch auf den Bühnen von Parma, Piacenza, Turin, Reggio, Rovigo, Siena, Casale Monferrato, Pavia, Vicenza und Ferrara. Dabei sang sie unter anderem in Werken von Pollarolo, Aldovrandini, Legnani, Giovanni Bononcini, Perti, Antonio Caldara, Tomaso Albinoni und Francesco Gasparini. Das einzige bedeutende Theater Italiens, wo man sie zwar engagieren wollte, aber wo sie nie aufgetreten ist, war das San Bartolomeo in Neapel. Angeblich war ihr die Reise zu lang.
1714 zog sie sich den Zorn des Herzogs von Modena, ihres Protektors, zu, nachdem sie einen Vertrag mit dem Theater in Genua nicht eingehalten hatte; in der Folge durfte sie auch nicht in Mailand auftreten, nahm aber stattdessen ein Angebot aus Rom an, im Privattheater der Königinwitwe Maria Casimira von Polen aufzutreten, wahrscheinlich in Domenico Scarlattis Amor d’un’ombra e gelosia d’un’aura.
In Venedig sang sie ab 1715 nicht mehr am San Giovanni Grisostomo – möglicherweise ein Anzeichen dafür, dass sie nun stimmlich etwas nachließ und daher nicht mehr so hohe Gagen verlangen konnte. Am Teatro Santi Giovanni e Paolo sang sie im Karneval 1715 in Pollarolos Marsia deluso und in Lottis Polidoro, und in der Spielzeit 1715–16 war sie dann am kleinen Teatro Sant’Angelo, wo sie in Opern von Fortunato Chelleri, Albinoni und Gasparini auftrat.
Ihren letzten nachgewiesenen Auftritt hatte sie im Sommer 1718 im Teatro Formagliari in ihrer Heimat Bologna als Emilia in Orlandinis Lucio Papirio, neben Giovanni Paita, Antonio Pasi, Diana Vico und Giovan Battista Minelli. Im Libretto dieser Aufführung findet man hinter ihrem Namen den Hinweis „in venerazione della Nobiltà di Bologna“ („in Verehrung des Adels von Bologna“).
Nach ihrem Rückzug von der Bühne finden sich kaum noch Nachrichten über die Scarabelli; 1725 gab sie in ihrem Haus eine „accademia“ mit Musik und Poesie.
Sie war verheiratet mit einem Giacinto Donati und wurde nach ihrem Tode in Bologna am 5. April 1754 im Santuario del Corpus Domini beigesetzt.

## Rollen (Auswahl)
Die folgende Liste erhält eine Auswahl der Rollen, die für Diamante Maria Scarabelli „La Diamantina“ komponiert wurden. Die meisten Angaben stammen von Eleanor Selfridge-Field und aus Corago. In Klammern erscheinen Datum und Ort der Uraufführung; auch die wichtigsten Bühnenpartner sind angegeben.
- Amore in Endimione von Paolo Magni (24. Nov. 1692, Lodi)[15]
- Ermosilda in Ariovisto von Giacomo Antonio Perti und Paolo Magni (September 1699, Mailand); neben Domenico Cecchi („il Cortona“) und Barbara Riccioni.[16]
- Teodora in Le due Auguste von Giuseppe Aldrovandini (16. August 1700, Teatro Formagliari, Bologna); neben Angela Ghering und Nicolino Grimaldi[17]
- Lucinda in Venceslao von Carlo Francesco Pollarolo (7. Februar 1703, Teatro San Giovanni Grisostomo, Venedig); neben Nicolino (Nicola Grimaldi).[18]
- Tomiri in Gli equivoci del sembiante von Antonio Caldara (Karneval (?) 1703, Teatro Nuovo, Casale); neben Domenico Cecchi („il Cortona“), Maria Landini, Santa Stella und Valentino Urbani.[19]
- Bellezza in Da la Virtude ha la Bellezza onore von Carlo Francesco Pollarolo (September 1704, Canal Grande di Rialto, Venedig); neben Francesco de Grandis.[20]
- Rosmonda in Arminio von Antonio Caldara (Karneval 1705, Teatro Sant'Agostino, Genua); neben Santa Stella.[21]
- Rosmira in L’ onestà nelli amori von Antonio Caldara (1705, Teatro Sant'Agostino, Genua); neben Santa Stella und Antonio Borosini.[22]
- Alarda in Il selvaggio eroe von Antonio Caldara (20. November 1707, Teatro San Giovanni Grisostomo, Venedig); neben Santa Stella, Anton Francesco Carli und Nicolino Grimaldi.[23]
- Titelrolle in Partenope von Antonio Caldara (UA: 26. Dezember 1707, Teatro San Giovanni Grisostomo, Venedig)[24]
- Candaspe in Alessandro in Susa von Luigi Mangia (28. Januar 1708, Teatro San Giovanni Grisostomo, Venedig).[25]
- Lucinda in Il fratricida innocente von Giacomo Antonio Perti (19. Mai 1708, Teatro Malvezzi, Bologna); neben Matteo Sassano (gen. Matteuccio) und Anton Francesco Carli.[26]
- Titelrolle in Sofonisba von Antonio Caldara (24. November 1708, Teatro San Giovanni Grisostomo, Venedig); neben Anton Francesco Carli, Matteo Sassano (gen. Matteuccio) und dem Bass Giuseppe Maria Boschi.[27][28]
- Cunegonda in Il vincitor generoso von Antonio Lotti (12. Januar 1709, Teatro San Giovanni Grisostomo, Venedig); neben Giuseppe Maria Boschi und Anton Francesco Carli.[29]
- Lindori in Ama più che men si crede von Antonio Lotti (23. November 1709, Teatro San Giovanni Grisostomo, Venedig); neben Anton Francesco Carli und Margherita Durastanti.[30]
- Poppea in Agrippina von Georg Friedrich Händel (26. Dezember 1709, Teatro San Giovanni Grisostomo, Venedig); neben Margherita Durastanti, Anton Francesco Carli und Valeriano Pellegrini.[31]
- Teodora in Il comando non inteso et ubbidito von Antonio Lotti (8. Februar 1710, Teatro San Giovanni Grisostomo, Venedig); neben Margherita Durastanti.[32]
- Costanza in Isacio tiranno von Antonio Lotti (24. November 1710, Teatro San Giovanni Grisostomo, Venedig); neben Aanton Francesco Carli und Margherita Durastanti.[33]
- Aspasia in Il Tradimento von Antonio Lotti (17. Januar 1711, Teatro San Giovanni Grisostomo, Venedig); neben Anton Francesco Carli.[34]
- Erifile in Publio Cornelio Scipione von Carlo Francesco Pollarolo (9. Januar 1712, Teatro San Giovanni Grisostomo, Venedig); neben Santa Stella.[35]
- Placilla in Spurio Postumio von Carlo Francesco Pollarolo (26. Dezember 1712, Teatro San Giovanni Grisostomo, Venedig); neben Margherita Durastanti in der Titelrolle.[36]
- Talestri in Alessandro fra le Amazzoni von Fortunato Chelleri (27. Oktober  1715, Teatro Sant’Angelo, Venedig)[37]
- Tomiri in L’amor di figlio non conosciuto von Tomaso Albinoni (4. Januar 1716, Teatro Sant’Angelo, Venedig)[38]
- Arsinoe in Il più fedele fra i vassalli von Francesco Gasparini (15.  Januar 1716, Teatro Sant’Angelo, Venedig); neben Anton Francesco Carli[39]
- Emilia in Lucio Papirio von Giuseppe Maria Orlandini (Sommer 1718, Teatro Formagliari, Bologna); neben Giovanni Paita, Antonio Pasi, Diana Vico und Giovan Battista Minelli[40]